# Eugenia cyphophloea
Eugenia cyphophloea är en myrtenväxtart som beskrevs av August Heinrich Rudolf Grisebach. Eugenia cyphophloea ingår i släktet Eugenia och familjen myrtenväxter.
Artens utbredningsområde är Kuba. Inga underarter finns listade i Catalogue of Life.